# Die Verdammten der Blauen Berge
Die Verdammten der Blauen Berge (Originaltitel: Victim Five) ist ein britischer Actionfilm unter der Regie von Robert Lynn aus dem Jahr 1964. Lex Barker spielt die Rolle eines Privatdetektivs, der eine mysteriöse Geschichte aufzuklären hat. Die weiteren Hauptrollen sind mit Ann Smyrner, Dietmar Schönherr und Ronald Fraser besetzt.
Laut Filmvorspann und Filmplakat der deutschsprachigen Version basiert der Film auf dem gleichnamigen Roman von Frank Forster.

## Handlung
Der südafrikanische Bergbaubetreiber und Millionär Wexler beauftragt den amerikanischen Privatdetektiv Steve Martin, den Mord an einem Mitarbeiter aufzuklären. Der aus Deutschland stammende, ehemalige Kriegsgefangene Wexler glaubt, dass er das nächste Opfer sein könnte. Auch für Martin birgt der Auftrag Lebensgefahr. Gleich nach seiner Ankunft in Kapstadt entgeht er nur knapp mehreren Anschlägen unbekannter Verfolger. Seine Nachforschungen ergeben, dass sein Auftraggeber ihn nicht vollumfänglich über die Situation informiert hat. Mehr oder weniger tatkräftige Hilfe erhält Martin vom südafrikanischen Polizeiinspektor Lean, der allerdings mehr hinter jungen Frauen als hinter Mördern her zu sein scheint. Der Polizist zeigt dem Privatdetektiv eine 20 Jahre alte Fotografie, die den ermordeten Mitarbeiter Wexlers zusammen mit drei Männern in einem Gefangenenlager zur Zeit des Zweiten Weltkriegs zeigt. Einer der abgebildeten Männer ist Wexler, die Identität der anderen drei und des Fotografen findet der Privatdetektiv nach und nach während seiner Ermittlungen heraus. Es handelt sich um einen italienischen und drei deutsche Kriegskameraden Wexlers. Wexler hält es für unwahrscheinlich, dass diese Männer etwas mit der Ermordung seines Mitarbeiters zu tun haben. Trotzdem wird einer von ihnen umgebracht, bevor Martin mit ihm sprechen kann. Nur Hans Kramer, der vierte Mann auf dem Foto, ist jetzt noch am Leben. Er arbeitet als Wildhüter in Südafrika. Martin trifft ihn während einer Löwenjagd, bei der Kramer von einer Großkatze angegriffen und tödlich verwundet wird. Der Detektiv erfährt von dem Sterbenden, dass Wexler vor zwanzig Jahren einen feigen Mord an einem Freund begangen hatte, um sich die Besitzrechte an jener Kupfermine anzueignen, die seinen Reichtum begründete. Wexler bedrohte und bezahlte seine Kameraden, damit diese bezeugten, der italienische Soldat Mario Parelli habe Selbstmord begangen. Kramer eröffnet Martin, dass das Opfer noch ein Kind hatte, dem er die Tat in einem Brief gestanden habe. Dessen Namen gibt er nicht preis.
Der Kupfermagnat Wexler ahnt nicht, dass der Sohn seines Opfers noch lebt und auf Rache sinnt, und auch nicht, dass es sich bei diesem um seinen Leibarzt Paul Bryson handelt. So kommt es schließlich, nachdem Bryson Wexler erschossen hat, zum Showdown auf dem Tafelberg über Kapstadt. Paul, der Wexlers Tochter Gina als Geisel bei sich hat, ist der Ansicht, wenn er das Geld nicht bekomme, dann solle es niemand besitzen. Der Arzt bringt sich am Berg selbst in eine aussichtslose Situation und bittet den in der Nähe befindlichen Steve Martin um Hilfe. Martin schafft es jedoch nicht, Paul hochzuziehen, sodass er in die Tiefe stürzt. Martin und Wexlers persönliche Assistentin Helga Swenson wollen sich noch an Bord des Schiffes, das sie in die Heimat bringen soll, trauen lassen.

## Produktion und Hintergrund
Die Dreharbeiten fanden zum Jahresbeginn 1964 in Südafrika in Kapstadt, auf dem Tafelberg und im Kruger-Nationalpark statt. Der Film wurde im üblichen Kino-Filmformat von 35 mm gedreht, das Bildseitenverhältnis betrug 2,35 : 1. Das genutzte Tonverfahren war noch Mono. Es handelt sich um einen Film der Columbia Pictures, aka Towers of London.
In einigen Filmlexika, beispielsweise im Lexikon des Internationalen Films, ist „Table Bay“ als Originaltitel angegeben. Die Originalfilmplakate von 1964 zeigen den britischen Titel „Victim Five“ oder den amerikanischen Titel „Code 7 – Victim 5“. Laut Informationen bei TCM wurde der englische Filmtitel von Table Bay in Victim Five geändert.
Der Film hatte seinen Kinostart in Deutschland am 10. Juli 1964; in den USA kam er erst am 19. Mai 1965 in die Lichtspielhäuser, nachdem er seine Premiere am 10. Februar 1965 in Detroit hatte. Er wird mit unterschiedlicher Lauflänge zwischen 81 und 90 Minuten angegeben. In Deutschland erschien der Film im Verleih der Constantin Film, in den USA bei Columbia Pictures.

## Synchronisation
- Lex Barker: Holger Hagen
- Ann Smyrner: Margot Leonard
- Dietmar Schönherr: Klaus Kindler
- Ronald Fraser: Horst Gentzen
- Gert Van den Bergh: Hans Cossy
- Gustav Gundelach: Erik Jelde
- Véronique Vendell: Ingeborg Wellmann
- Percy Sieff: Christian Marschall

## Skurriles und Fragwürdiges
Die Handlung des Films lässt kaum einen Rückschluss auf den deutschen Titel zu. Es kommt mit dem Tafelberg über Kapstadt praktisch nur ein einziger Berg in diesem Film vor. Dietmar Schönherr hat zusammen mit Véronique Vendell eine „Fast-ganz-nackt-Szene“, trotz der der Film im Jahr 1964 ab 12 Jahren freigegeben wurde. Der Streifen bietet eine Reihe von skurrilen Gefahrenszenen und aberwitzigen Mordanschlägen. So wird während des Besuches von Steve Martin auf einer Straußenfarm auf ihn und zwei Begleiter eine Herde von Straußenmännchen gehetzt, die sie zu Tode trampeln sollen. Am Strand kommt es zu einem Haiangriff auf Steve Martin, er erwehrt sich dabei mit seinem Tauchmesser eines etwa ein Meter kleinen Pyjamahais. Pyjamahaie haben allerdings als Beutetiere nur Krebse und kleine Fische im Sinn. Eine schlechte Idee des mörderischen Arztes ist die Flucht vor Martin und der Polizei auf den Tafelberg, von wo es kein Entkommen gibt.

## Kritik
Cinemas Fazit zu diesem „von Kamera-Ass Nicolas Roeg“ „großartig fotografierten“ Film lautete: „Wirre Story, nur optisch überzeugend.“
Im Lexikon des internationalen Films war zu lesen: „Spannungsvolles, aber reichlich unwahrscheinliches Abenteuer mit einigen Grausamkeiten; vor imposanter Naturkulisse bemerkenswert fotografiert.“